# Rob Derikx
Rob Derikx, född den 25 augusti 1982 i 's-Hertogenbosch, Nederländerna, är en nederländsk landhockeyspelare.
Han tog OS-silver i herrarnas landhockeyturnering i samband med de olympiska landhockeytävlingarna 2004 i Aten.